# 임가동
임가동(林家棟; 1967년~)는 중국 출신의 영화 배우이다.

## 출연 작품
- 엽문 - 중국 경찰 / 리순 역
- 파라독스 - 청 혼 쇼우 역
- 무간도(無間道, Infernal Affairs) - 경찰에 비밀 잠입한 흑사회 조직원 임국평
- 생사결
- 불면의 저주
- 독계
- 추룡 2: 패왕 - 닥 역
- 림보 - 참 라우 역
- 잠행 - 사우호 역